# Limitless (série télévisée)
Ne doit pas être confondu avec No Limit (série télévisée).
Pour l’article homonyme, voir Limitless.
Limitless ou Sans limites au Québec est une série télévisée américaine en 22 épisodes de 43 à 45 minutes créée par Craig Sweeny, basée sur le film homonyme adapté du roman Champs de ténèbres écrit par Alan Glynn. La série est diffusée du 22 septembre 2015 au 26 avril 2016 sur le réseau CBS et en simultané sur le réseau Global au Canada.
Au Québec, la série a été diffusée du 6 septembre 2016 au 7 février 2017 sur le réseau TVA, en France, elle a été diffusée du 5 novembre 2016 au 7 janvier 2017 sur la chaîne à péage Serie Club et en clair du 12 janvier 2017 au 16 février 2017 sur M6, en Belgique, elle sera diffusée à partir du 28 juillet 2017 sur RTL-TVI. Cependant, elle reste encore inédite en Suisse.

## Synopsis
Brian Finch découvre les effets incroyables de la drogue NZT, la même que celle prise par Eddie Morra. Brian se voit bientôt forcé de collaborer avec l'agent Rebecca Harris du FBI. Ensemble, ils vont tenter de résoudre des affaires épineuses où les capacités spéciales de Brian seront bien utiles.

## Distribution

### Acteurs principaux
- Jake McDorman (VF : Pascal Nowak) : Brian Finch
- Jennifer Carpenter (VF : Stéphanie Hédin) : Rebecca Harris
- Hill Harper (VF : Daniel Njo Lobé) : Spellman Boyle
- Mary Elizabeth Mastrantonio (VF : Frédérique Tirmont) : Nasreen « Naz » Pouran

### Acteurs récurrents
- Michael James Shaw (en) (VF : Frantz Confiac) : Darryl / "Mike" , un des gardes du corps de Brian
- Tom Degnan (en) (VF : Thibaut Lacour) : Jason / "Ike", un des gardes du corps de Brian
- Bradley Cooper (VF : Alexis Victor) : le sénateur Eddie Morra
- Colin Salmon (VF : Jean-Paul Pitolin) : Jarod Sands
- Desmond Harrington (VF : Stéphane Fourreau) : l'agent spécial Casey Rooks
- Ron Rifkin (VF : Guy Chapellier) : Dennis Finch, le père de Brian
- Blair Brown (VF : Catherine Lafond) : Marie Finch, la mère de Brian
- Megan Guinan (VF : Geneviève Doang) : Rachel Finch, la sœur de Brian
- Georgina Haig (VF : Anaïs Delva) : Piper Baird

### Invités
- Analeigh Tipton (VF : Edwige Lemoine) : Shauna, l'ex-petite amie de Brian (épisode 3)
- Michelle Veintimilla (VF : Elsa Davoine) : Ava, la fille de Naz (épisode 8)
- Sipiwe Moyo : Sipiwe, l'infirmière d'Eddie
Version française
  - Société de doublage : Mediadub International[8],[9]
  - Direction artistique : Blanche Ravalec[8],[9]
  - Adaptation des dialogues : Igor Conroux et Romain Hammelburg[9]

 Source et légende : version française (VF) sur RS Doublage et Doublage Séries Database

## Production

### Développement
Le projet a commencé en octobre 2013. Il a été présenté à CBS fin octobre 2014 qui en a commandé le pilote fin janvier 2015.
Le 8 mai 2015, le réseau CBS annonce officiellement la commande de la série.
Le 23 octobre 2015, CBS commande neuf épisodes supplémentaires pour une saison complète de 22 épisodes.
Le 25 mai 2016, le créateur de la série annonce qu'elle est annulée.

### Attribution des rôles
Les rôles principaux ont été attribués dans cet ordre : Jake McDorman, Jennifer Carpenter, Hill Harper et Mary Elizabeth Mastrantonio.
En mai 2015, Bradley Cooper décroche un rôle récurrent, reprenant son rôle du film.
En juillet 2015, Colin Salmon décroche un rôle récurrent. Puis en août, Desmond Harrington décroche un rôle invité, le réunissant avec Jennifer Carpenter de la série Dexter. En septembre, Tom Degnan décroche un rôle récurrent. En novembre, Georgina Haig (vue dans Fringe) décroche un rôle récurrent.

### Fiche technique
Sauf indication contraire, les informations mentionnées dans cette section peuvent être confirmées par la base de données cinématographiques IMDb,  présente dans la section « Liens externes ».
- Titre original : Limitless
- Titre québécois : Sans limites
- Création : Craig Sweeny
- Réalisation : Marc Webb[25] (épisode pilote)
- Scénario : Craig Sweeny (pilote) ; Jenna Richman (21 épisodes), Geoffrey Tock, Gregory Weidman, Taylor Elmore, Sallie Patrick, Matthew Federman, Stephen Scaia, Kari Drake, Mark Goffman, Dennis Saldua, Frances Brennand Roper et Marc Webb
- Direction artistique : Sarah Frank et Bob Shaw
- Décors : Miguel López-Castillo, Anu Schwartz et Neil Prince
- Costumes : Daniel Lawson et Sarah Mae Burton
- Photographie : Jimmy Lindsey, Robert Gantz, Larry Reibman, Derick V. Underschultz et Jonathan Sela
- Montage : Christopher S. Capp, Jonathan Angus, Mark S. Manos et Daniel Gabbe
- Musique : Paul Leonard-Morgan
- Production : Bradley Cooper, Todd Phillips, Ryan Kavanaugh, Tucker Tooley, Tom Forman, Heather Kadin, Marc Webb, Craig Sweeny, Alex Kurtzman et Roberto Orci
- Sociétés de production : K/O Paper Products, Relativity Television, Action This Day!, Critical Content et CBS Television Studios
- Société de distribution : CBS Television Studios
- Pays d'origine :  États-Unis
- Langue originale : anglais
- Genre : drame, thriller, action
- Durée : 43 à 45 minutes
- Dates de diffusion :
  - États-Unis : 22 septembre 2015 sur CBS
  - Québec : 6 septembre 2016 sur TVA
  - France : 5 novembre 2016 sur Serie Club
  - Belgique : 28 juillet 2017 sur RTL-TVI

## Épisodes
1. NZT 48 (Pilot)
2. L'Affaire Stephen Fisher (Badge! Gun!)
3. La Légende de Marco Ramos (The Legend of Marcos Ramos)
4. Casse-Tête chinois (Page 44)
5. Opération dragon (Personality Crisis)
6. Effets secondaires (Side Effects May Include...)
7. La Folle journée de Brian Finch (Brian Finch's Black Op)
8. Pirates du bout du monde (When Pirates Pirate Pirates)
9. Les Brincorruptibles (Headquarters!)
10. À bout de bras (Arm-ageddon)
11. La nuit nous appartient (This is Your Brian on Drugs)
12. L'Assassinat d'Eddie Morra (The Assassination of Eddie Morra)
13. Profiler superstar (Stop Me Before I Hug Again)
14. Le Troisième homme (Fundamentals of Naked Portraiture)
15. Les Infiltrés (Undercover!)
16. L'Histoire secrète de Monsieur Sands (Sands, Agent of Morra)
17. Blackout (Close Encounters)
18. L'Escapade (Bezgranichnyy)
19. Le Respect des règles (A Dog's Breakfast)
20. L'Effet Pinocchio (Hi, My Name is Rebecca Harris)
21. La Légion des anonymes (Finale, Part One !)
22. Dans la peau d'un super-héros (Finale, Part Two !!)

## Accueil

### Audiences

#### Aux États-Unis
L'épisode pilote, diffusé le 22 septembre 2015, a réalisé une audience de 9,857 millions de téléspectateurs avec un taux de 1,9 % sur les 18-49 ans lors de sa première diffusion. L'audience cumulée des sept premiers jours est de 14,258 millions de téléspectateurs avec un taux de 3,2 % sur les 18-49 ans.
Les vingt-et-un premiers épisodes ont réalisé une audience moyenne de 7,116 millions de téléspectateurs avec un taux de 1,35 % sur les 18-49 ans lors de la première diffusion de chaque épisode.

### Accueil critique
La première saison est accueillie de façon plutôt mitigée par la critique. L'agrégateur de critiques Metacritic lui accorde une note de 57 sur 100, basée sur la moyenne de 30 critiques.
Sur le site Rotten Tomatoes, elle obtient une note moyenne de 57 %, sur la base de 48 critiques.

## Article annexe
- Psychotrope au cinéma et à la télévision